# Burg Vohenstein
Die Burg Vohenstein ist eine abgegangene Höhenburg bei 325 m ü. NN über dem Weiler Vohenstein der Gemeinde  Rosengarten im Landkreis Schwäbisch Hall in Baden-Württemberg.
Die Burg war Sitz einer seit 1286 genannten limpurgischen Ministerialenfamilie, den Herren von Vohenstein. Diese war im Ritterkanton Odenwald des fränkischen Ritterkreises und im Kanton Kocher beim schwäbischen Ritterkreis immatrikuliert und ist 1737 im Mannesstamm erloschen.
Der heutige Burgstall zeigt noch den Burghügel und den Halsgraben. 1561 wurde unter der Burg der Weiler Vohenstein angelegt.
Siehe auch: Liste schwäbischer Adelsgeschlechter